# Jay Stansfield
Jay Stansfield (* 24. November 2002 in Tiverton) ist ein englischer Fußballspieler. Der Stürmer steht aktuell bei Birmingham City unter Vertrag.

## Karriere

### Verein
Der Sohn des früheren Profis Adam Stansfield begann in der Jugendakademie von Exeter City mit dem Fußballspielen, ehe er im August 2019 zum FC Fulham wechselte.
Stansfield debütierte am 4. Januar 2020 in der dritten Runde des FA Cups gegen Aston Villa für Fulham, als er in der 82. Minute für Josh Onomah eingewechselt wurde. Im selben Monat gab er im Auswärtsspiel bei Charlton Athletic sein Debüt in der EFL Championship, erneut durch Einwechslung für Josh Onomah, diesmal in der 88. Minute. Sein erstes Tor im Profibereich erzielte er am 24. August 2021 in der 26. Minute des EFL-Cup-Spiels gegen Birmingham City.
Zu Beginn der Saison 2022/23 kehrte Stansfield auf Leihbasis zu Exeter City zurück. Mit vier Toren und zwei Vorlagen wurde Stansfield zum EFL-Nachwuchsspieler des Monats Oktober 2022 gewählt. Im letzten Saisonspiel erzielte Stansfield den ersten Hattrick in seiner Karriere, als er beim 3:2-Heimsieg gegen den FC Morecambe alle drei Tore erzielte. In diesem Spiel trug er die Rückennummer 9, die auch sein im August 2010 verstorbener Vater bei Exeter getragen hatte. Es war zugleich sein letztes Leihspiel für Exeter City.
Zur Saison 2023/24 wurde Stansfield zu Birmingham City verliehen. Am Ende der Spielzeit wurde er vom Klub als "Spieler der Saison" ausgezeichnet. Daraufhin wurde Standfield am 30. August 2024 für 15 Millionen Pfund (mit Prämien bis zu 20 Millionen Pfund) fest von Birmingham City verpflichtet. Es war die bis dahin höchste jemals in der EFL League One für einen Spieler gezahlte Ablösesumme.

### Nationalmannschaft
Stansfield wurde bisher in die englische U-18-, U-20- und U-21-Nationalmannschaft berufen. Anlässlich der U-21-Europameisterschaft 2025 in der Slowakei wurde er von Trainer Lee Carsley für das englische Aufgebot nominiert.

## Titel
- U21-Europameister: 2025